# Ali Atalan

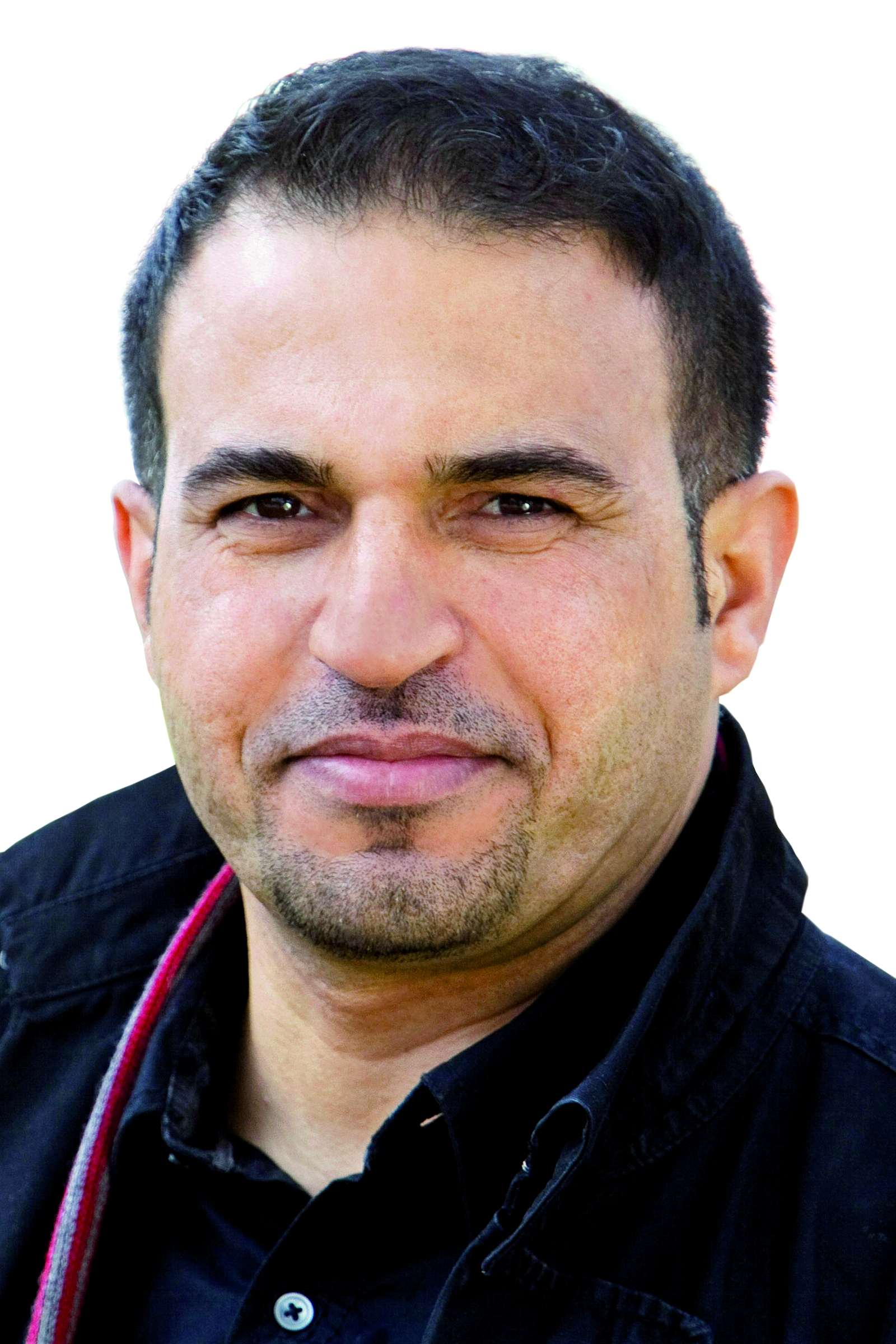
Ali Atalan, 2013

Ali Atalan (* 5. Januar 1968 in Midyat, Türkei) ist ein türkisch-deutscher Politiker kurdisch-jesidischer Abstammung (Die Linke, HDP).

## Leben
Ali Atalan wuchs in einer kurdisch-jesidischen Familie auf und kam 1985 nach Deutschland. Nach dem Abitur studierte er an der Ruhr-Universität Bochum Politologie und Soziologie und schloss das Studium als Diplom-Sozialwissenschaftler ab.
In Dülmen gehörte er von 1990 bis 1994 dem Sozialausschuss des Rats an. Von 1998 bis 2001 war er bei Bündnis 90/Die Grünen aktiv. Seit 2001 ist er Mitglied der Partei Die Linke.
Von 2004 bis 2010 war er Ratsmitglied der Stadt Münster, ab 2009 in der Fraktion der Partei Die Linke. Von 2010 bis 2012 gehörte er dem Landtag NRW in der 15. Wahlperiode an. Nach seinem Einzug in den Landtag legte er sein Ratsmandat nieder. Im Jahr 2014 kehrte Atalan in den Rat der Stadt Münster zurück.
Bei der Parlamentswahl in der Türkei 2015 wurde Ali Atalan für die demokratisch-sozialistische und pro-kurdische Halkların Demokratik Partisi (Demokratische Partei der Völker, HDP) in das türkische Parlament gewählt.